# Staatspräsident
Ein Staatspräsident, oft nur Präsident (von lateinisch praesidere ‚den Vorsitz haben‘) genannt, ist die Bezeichnung für das Staatsoberhaupt einer Republik. Je nach Staatssystem wird das Amt durch eine (allgemeine) Volkswahl, durch ein Wahlkomitee, durch die Legislative oder durch andere Verfahren vergeben. Zum Teil wird auch in Diktaturen das Staatsoberhaupt „Präsident“ genannt. Der Begriff existiert außerdem in manchen staatlichen Verwaltungseinheiten, insbesondere solchen mit einer gewissen Autonomie, die eine eigene Verfassung haben; man spricht dann von Landespräsident oder Regionspräsident, Provinzpräsident und Ähnlichem.
Die deutsche Übersetzung als „Vorsitzender“ kann täuschen, da beispielsweise die deutschen und österreichischen Bundespräsidenten keinem Gremium vorsitzen, sondern als Einzelpersonen Organwalter eines Staatsorgans sind. In der Schweiz hingegen ist der Bundespräsident Vorsitzender des Regierungsgremiums.

## Der Präsident in der Demokratie
Die Stellung und die Befugnisse des Präsidenten werden meist durch eine geschriebene Verfassung festgelegt. Sie ist eingebunden in ein System der Gewaltenteilung oder zumindest in ein System der strikten Machtkontrolle durch die Verfassung.

### Präsidentielle Demokratie
Hier vereinigt der Präsident die Funktion des Staatsoberhaupts und die des Regierungschefs. Er besitzt große Machtbefugnisse. Der Präsident wird dann meist direkt vom Volk gewählt, was seine starke Position legitimiert.
Typische präsidentielle Regierungssysteme sind die der USA (wobei der Präsident hier indirekt über sogenannte Wahlmänner gewählt wird) und die meisten lateinamerikanischen Staaten.

### Parlamentarische Demokratie
Hier ist der Präsident nur Staatsoberhaupt. Er wird, je nach Staat, durch die Legislative (das Parlament) oder direkt durch das Volk gewählt und hat hauptsächlich repräsentative Funktionen. Die eigentliche Führung der Exekutive (Regierung) ist die Aufgabe eines je nach Land Premierminister, Ministerpräsident, Bundeskanzler, Regierungspräsident oder ähnlich genannten Regierungschefs, dessen Regierung vom Vertrauen des Parlaments abhängig ist.
Typische parlamentarische Regierungssysteme sind die Deutschlands, Italiens, Polens und 
Tschechiens.

### Parlamentsgebundene Exekutivgewalt
Eine Sonderform bilden zum Beispiel die Systeme von Südafrika, Botswana, den Föderierten Staaten von Mikronesien oder auch Nauru. Hier ist die Exekutivgewalt an das Parlament gebunden, das heißt, der vom Parlament gewählte Regierungschef ist zugleich Staatsoberhaupt. Da sich eine eindeutige Zuordnung zum präsidentiellen oder parlamentarischen System somit sehr schwierig gestaltet, wird es in der Regel als eigenständiges Regierungssystem angesehen.

### Semipräsidentielle Demokratie
Hier konkurrieren Präsident und Parlament um die Macht. Wird der Präsident durch die Parlamentsmehrheit gestützt, hat er weitreichende Kompetenzen. Gehören Parlamentsmehrheit und Präsident unterschiedlichen Parteien an, herrscht Kohabitation (französisch cohabitation) und die Macht des Präsidenten ist eingeschränkt.
Typische semipräsidentielle Regierungssysteme sind die Portugals, Österreichs, São Tomé und Príncipes, der Ukraine, Frankreichs und Russlands – wobei die letzteren beiden jedoch in der politischen Praxis eher dem präsidentiellen System zuneigen. In Österreich wirkt der Bundespräsident primär als Repräsentant. Lediglich in Krisenzeiten greift er umfassender in die Alltagspolitik ein.

## Ausnahmen und Besonderheiten

### Länder ohne formelles Staatsoberhaupt
Einige Republiken kennen kein Staatsoberhaupt. Dazu zählt beispielsweise die Schweiz. Dort übt der Bundesrat die Funktion des Staatsoberhauptes als Kollektiv aus. Es gibt zwar einen Bundespräsidenten, der gleichzeitig Mitglied des Bundesrats ist. Er wird von der Bundesversammlung jeweils auf ein Jahr gewählt. Allerdings ist er nur primus inter pares, der nur auf internationaler Ebene die repräsentative Funktion des Staatsoberhauptes ausübt.

### Situation in den deutschen Ländern
Die ehemaligen deutschen Länder Württemberg-Hohenzollern und Baden hatten einen Regierungschef mit der Amtsbezeichnung Staatspräsident, was jedoch in diesen beiden Fällen nicht darüber hinwegtäuschen darf, dass das Amt und die Funktion voll und ganz dem eines Ministerpräsidenten der heutigen Gliedstaaten Deutschlands entsprach. Genauso verhielt es sich bei den als Staatspräsident bezeichneten Regierungschefs einiger Länder der Weimarer Republik, wie zum Beispiel die Regierungschefs in Baden, Hessen und Württemberg. In Bayern wollte man Anfang der 1950er-Jahre einen Staatspräsidenten einführen, entschied sich aber, die Rolle des Staatsoberhauptes dem Ministerpräsidenten des Freistaates zu überlassen, der fortan wie auch andere deutsche Landesregierungschefs seinen Amtssitz in der Staatskanzlei hat.

### Situation in den österreichischen Ländern
Die historischen Kronländer wurden ursprünglich von Statthaltern des Kaisers geleitet, die im Zuge der Staatsreformen von 1848/49 und 1867 teils die Bezeichnung Landespräsident erhielten. Sie waren aber die Regierungschefs der formal souveränen Königreiche, Herzogtümer und Fürstentümer, mit dem Kaiser als jeweiligem Landesherrn, sodass man allgemein von Landeschefs sprach. Daraus entwickelte sich nach 1918 der Landeshauptmann. Der Landeshauptmann vereint die Funktion des Landesoberhauptes und des Regierungschefs. Der Landeshauptmann hat mit seiner Parteimehrheit im Landesrat und Landtag oft weitgehend alleinige Macht im Rahmen der Landeskompetenzen. Daher spricht man besonders bei den langgedienten Landeshauptleuten, die ihre Länder tiefgreifend prägen, ironischerweise von „Landeskaiser“: Sosehr die Republik nach den Erfahrungen der Monarchie – und auch des Austrofaschismus und der NS-Zeit – einen „starken Mann“ an der Spitze zu verhindern suchte, so autokratische Verhältnisse herrschen auf Landesebene.

### Situation in Diktaturen
In Diktaturen wird der Titel eines Präsidenten häufig vom Diktator angenommen. Ein Beispiel dafür ist Ugandas ehemaliger Präsident Idi Amin. Einige staatssozialistische Regime kennen oder kannten ebenfalls Präsidenten, allerdings liegt die Macht in der Regel beim Zentralkomitee oder dem Politbüro der Partei und insbesondere ihrem Vorsitzenden.

#### Situation in Iran
Die Islamische Republik Iran ist zwar eine Republik, das Staatsoberhaupt Irans ist aber derzeit der Oberste Führer; der Präsident ist lediglich das Regierungsoberhaupt. Es handelt sich um ein theokratisch geprägtes System.

## Titel des Präsidenten in verschiedenen Ländern

### Titel „Bundespräsident“
- Bundespräsident (Deutschland)
- Bundespräsident (Österreich)
- Bundespräsident (Schweiz)

### Titel „Präsident“
- Vereinigte Staaten von Amerika (President of the United States of America), siehe Liste der Präsidenten der Vereinigten Staaten
- Malta (President ta' Malta)
- Ukraine (Президент України/Presydent Ukrajiny)

### Titel „Präsident der Republik“
Präsident der Republik ist bzw. war der offizielle Titel des Staatsoberhaupts in:
- Chile (Presidente de la República)
- Costa Rica (Presidente de la República)
- Estland (Eesti Vabariigi President)
- Finnland (Suomen Tasavallan Presidentti)
- Frankreich (Président de la République); → Liste der Staatsoberhäupter Frankreichs
- Italien (Presidente della Repubblica)
- Kamerun (Président de la République)
- Kolumbien (Presidente de la República)
- Kroatien (Predsjednik Republike Hrvatske)
- Namibia (President of the Republic)
- Osttimor (Presidente da República)
- Polen (Prezydent Rzeczypospolitej Polskiej)
- Tschechien (Prezident České republiky)
- Slowenien (Predsednik Republike Slovenije)
- Türkei (Cumhurbaşkanı)
- Türkische Republik Nordzypern (Cumhurbaşkanı)
- Tunesien (Präsident der Tunesischen Republik)
- Ungarn (Köztársasági elnök)

historisch:
- DDR von 1949 bis 1960 (Präsident der Republik)

### Titel „Staatspräsident“
- Israel (Nesi Medinat Jisraʾel)

### Sonstiges
- Reichspräsident, Deutsches Reich 1919–1934, 1945